# Саловське сільське поселення
Са́ловське сільське поселення (рос. Саловское сельское поселение) — муніципальне утворення у складі Лямбірського району Мордовії, Росія. Адміністративний центр — селище Совхоз «Комунар».

## Історія
Станом на 2002 рік існувала Саловська сільська рада з центром у селі Саловка.

## Населення
Населення — 1798 осіб (2019, 1752 у 2010, 1735 у 2002).

## Склад
До складу поселення входять такі населені пункти:
| Населений пункт           | Населення, осіб (2002) | Населення, осіб (2010) |
| ------------------------- | ---------------------- | ---------------------- |
| Єремієво, село            | 28                     | 19                     |
| Лопатино, село            | 395                    | 392                    |
| Лопатино, присілок        | 2                      | 1                      |
| Мухановка, присілок       | 2                      | 4                      |
| Нова Михайловка, присілок | 124                    | 110                    |
| Нове Смольково, присілок  | 29                     | 31                     |
| Новомихайловський, селище | 64                     | 74                     |
| Привольє, присілок        | 42                     | 49                     |
| Ріп'євка, село            | 2                      | 0                      |
| Саловка, село             | 96                     | 112                    |
| Смоленський, селище       | 1                      | 0                      |
| Смольково, село           | 194                    | 181                    |
| Совхоз «Комунар», селище  | 756                    | 779                    |